# Eriopisella pusilla
Eriopisella pusilla is een vlokreeftensoort uit de familie van de Eriopisidae. De wetenschappelijke naam van de soort is voor het eerst geldig gepubliceerd in 1920 door Chevreux.